# ناحیه ماتارا
ناحیه ماتارا (به لاتین: Matara District) یک ناحیه در سری‌لانکا است که در استان جنوبی (سری‌لانکا) واقع شده‌است.

## خصوصیات
ناحیه ماتارا ۱٬۲۸۲٫۵ کیلومترمربع مساحت و ۸۳۱٬۰۰۰ نفر جمعیت دارد.